# Лі Сан Юн
Лі Сан Юн (кор. 이상윤) — південнокорейський актор.

## Біографія
Лі Сан Юн народився 15 серпня 1981 року в столиці Республіки Корея місті Сеул. Свою акторську кар'єру він розпочав у 2005 році, коли просто на вулиці співробітники агентства талантів відібрали його на зйомки реклами. В ті часи він був студентом найпрестижнішого в країні Сеульського університету, до якого вступив у 2000 році. Наступні декілька років Сан Юн знімався в численних рекламних роликах, дебютував на телебаченні він у 2007 році коли отримав роль в односерійній драмі «Транформація». У наступні роки він виконав багато другорядних ролей в телесеріалах. Підвищенню популярності актора сприяла одна з головних ролей в серіалі вихідного дня «Моя донька Сойон», який став найпопулярнішим серіалом 2013 року в Кореї. У тому ж році він зіграв головну чоловічу роль в історичному серіалі «Богиня вогню». Першою головною роллю в кіно в кар'єрі Сан Юна, стала роль в романтичному фільмі «Санта Барбара» 2014 року. У тому ж році він зіграв ще дві головних ролі; в медичному серіалі «Очі янгола», та містичному трилері «Ігри брехунів». Навесні 2016 року відбулася прем'єра трилера «Божевільний» в якому Сан Юн зіграв головну роль. Восени того ж року актор знявся в мелодраматичному серіалі «На шляху до аеропорту». У 2017 році він отримав роль в юридичному серіалі «Шепіт», у тому ж році Сан Юн став одним з ведучих розважального шоу «Господар в домі», участь в якому два роки поспіль приносила йому нагороди Премії розваг SBS.
Паралельно зі зйомками в шоу, актор продовжує зніматися в телесеріалах. У 2018 році він зіграв головну роль в фентезійно-романтичному серіалі «Про час», у наступному році, Сан Юн вдало виконав головну чоловічу роль в серіалі «VIP».

## Фільмографія

### Телевізійні серіали
| Рік       | Назва                            | Роль                       | Мережа  |
| --------- | -------------------------------- | -------------------------- | ------- |
| 2007      | «Транформація» (міська драма)    | Чарльз                     | KBS2    |
| 2007      | «Повітряне місто»                | Кім Чон Мін                | MBC     |
| 2007      | «Небесні коханці» (міська драма) | Мун Ї Сік                  | KBS2    |
| 2007      | «Я ненавиджу тебе, але це добре» | Со У Чжін                  | KBS1    |
| 2008      | «Шкала провидіння»               | Кім У Бін                  | SBS     |
| 2008      | «Не плач моє кохання»            | Чан Хьон У                 | MBC     |
| 2009      | «Повертаючись до основ»          | Чан Син У                  | MBC     |
| 2010      | «Чеджунвон»                      | Чі Сок Йон (камео)         | SBS     |
| 2010      | «Життя прекрасне»                | Ян Хо Соп                  | SBS     |
| 2010      | «Дім, милий дім»                 | Кан Шин У                  | MBC     |
| 2011      | «Дует»                           | Гві Дон                    | MBC     |
| 2012-2013 | «Моя донька Сойон»               | Кан У Чже                  | KBS2    |
| 2013      | «Богиня вогню»                   | принц Кванхе               | MBC     |
| 2014      | «Очі янгола»                     | Пак Дон Чжу / Ділан Пак    | SBS     |
| 2014      | «Ігри брехунів»                  | Ха У Чжін                  | tvN     |
| 2015      | «Недобрі леді»                   | топ зірка (камео, 3 серія) | KBS2    |
| 2015      | «Інші двадцять»                  | Чха Хьон Сок               | tvN     |
| 2016      | «На шляху до аеропорту»          | Со До У                    | KBS2    |
| 2017      | «Шепіт»                          | Лі Дон Чжун                | SBS     |
| 2018      | «Про час»                        | Лі До Ха                   | tvN     |
| 2019      | «VIP»                            | Пак Сон Чжун               | SBS     |
| 2020      | «Закохані в місті» (вебсеріал)   | Ко Кьон Гу (1-3 серії)     | Kakao M |
| 2021      | «Одна жінка»                     | Хан Син Ук / Алекс Чан     | SBS     |
| 2023      | «Пандора: Під раєм»              | Пьо Че Хьон                | tvN     |

### Фільми
| Рік  | Назва           | Роль      |
| ---- | --------------- | --------- |
| 2007 | «Секс, нуль 2»  | Гі Чжо    |
| 2014 | «Санта Барбара» | Чон У     |
| 2016 | «Божевільний»   | На Нам Су |
| 2019 | «Окей, мадам»   | Чхоль Сон |

### Шоу
- «Господар в домі»[en] (SBS) — член команди (2017—дотепер).

## Нагороди
| Рік  | Нагорода                                   | Категорія                                                                                 | Робота                             | Результат | Прим.  |
| ---- | ------------------------------------------ | ----------------------------------------------------------------------------------------- | ---------------------------------- | --------- | ------ |
| 2009 | 36-та Премія корейських телерадіомовників  | Кращий новачок в категорії актор телебачення                                              | «Не плач моє кохання»              | Перемога  | [ 8 ]  |
| 2010 | Премія MBC драма                           | Кращий новий актор                                                                        | «Дім, милий дім»                   | Перемога  | [ 9 ]  |
| 2012 | 20-та Премія Корейської культури та розваг | Нагорода за популярність (актор драми)                                                    | «Моя донька Сойон»                 | Перемога  | [ 10 ] |
| 2012 | 26-та Премія KBS драма                     | Краща пара (разом з Лі Бо Йон)                                                            | «Моя донька Сойон»                 | Перемога  | [ 11 ] |
| 2013 | 8-й Азійський модельний фестиваль          | Популярна зірка BBF                                                                       | Н/Д                                | Перемога  | [ 12 ] |
| 2013 | 49-та Премія мистецтв Пексан               | Кращий актор телебачення                                                                  | «Моя донька Сойон»                 | Номінація | [ 13 ] |
| 2013 | 6-та Премія корейської драми               | Нагорода за майстерність (актор)                                                          | «Моя донька Сойон», «Богиня вогню» | Номінація |        |
| 2013 | 2-га Премія «Зірок МААТР»                  | Нагорода за майстерність (актор)                                                          | «Моя донька Сойон»                 | Номінація |        |
| 2013 | Премія MBC драма                           | Нагорода за майстерність (актор спеціальної драми)                                        | «Богиня вогню»                     | Номінація |        |
| 2014 | 22-га Премія SBS драма                     | Нагорода за майстерність (актор спеціальної драми)                                        | «Очі янгола»                       | Номінація |        |
| 2014 | 22-га Премія SBS драма                     | Краща пара (разом з Ку Хє Сон)                                                            | «Очі янгола»                       | Номінація |        |
| 2015 | 4-та Премія «Зірок МААТР»                  | Нагорода за майстерність (актор мінісеріалу)                                              | «Ігри брехунів», «Інші двадцять»   | Номінація |        |
| 2016 | 37-ма Кінопремія Блакитний дракон          | Кращий новий актор                                                                        | «Божевільний»                      | Номінація |        |
| 2016 | 53-тя Кінопремія Великий дзвін             | Кращий новий актор                                                                        | «Божевільний»                      | Номінація |        |
| 2016 | 30-та Премія KBS драма                     | Нагорода за майстерність (актор мінісеріалу)                                              | «На шляху до аеропорту»            | Перемога  | [ 14 ] |
| 2016 | 30-та Премія KBS драма                     | Нагорода за високу майстерність (актор)                                                   | «На шляху до аеропорту»            | Номінація | [ 14 ] |
| 2016 | 30-та Премія KBS драма                     | Краща пара (разом з Кім Ха Ниль)                                                          | «На шляху до аеропорту»            | Перемога  | [ 14 ] |
| 2017 | 25-та Премія SBS драма                     | Нагорода за високу майстерність (актор серіалу що транслювався щопонеділка та щовівторка) | «Шепіт»                            | Номінація |        |
| 2018 | 12-та Премія розваг SBS                    | Премія новачку                                                                            | «Господар в домі»                  | Перемога  | [ 15 ] |
| 2019 | 13-та Премія розваг SBS                    | Нагорода за майстерність в шоу (категорія вар'єте)                                        | «Господар в домі»                  | Перемога  | [ 16 ] |
| 2019 | 27-ма Премія SBS драма                     | Нагорода за майстерність (актор мінісеріалу)                                              | «VIP»                              | Перемога  | [ 17 ] |
| 2021 | 29-та Премія SBS драма                     | Кращий актор романтичного / комедійного мінісеріалу                                       | «Одна жінка»                       | Перемога  |        |
| 2021 | 29-та Премія SBS драма                     | Краща пара (разом з Лі Ха Нї)                                                             | «Одна жінка»                       | Номінація |        |